# Mariebergs porslinsfabrik

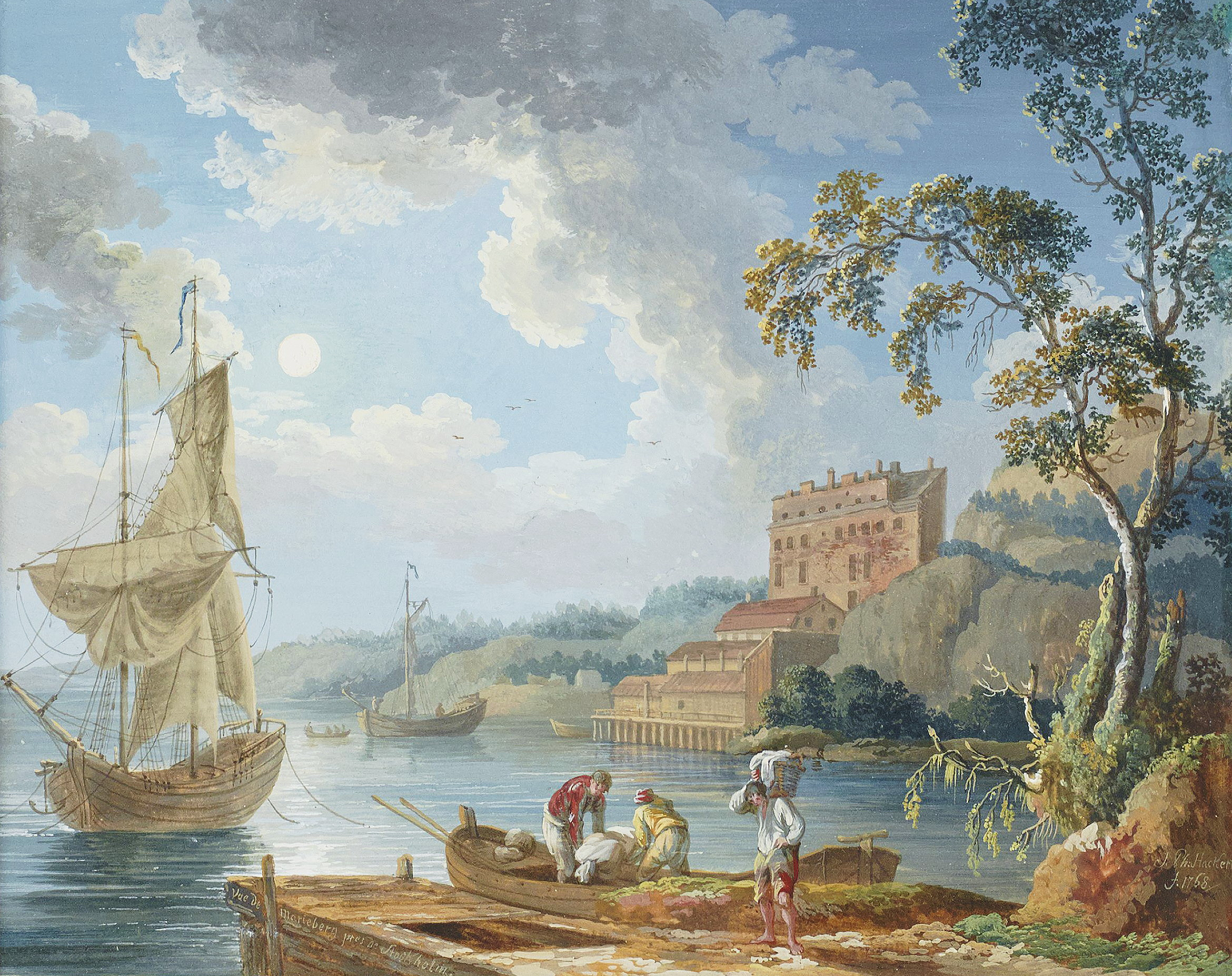
Mariebergs porslinsfabrik kring 1768, målning av Jacob Philipp Hackert.

Mariebergs porslinsfabrik i nuvarande stadsdelen Marieberg i Stockholm var en självständig porslinstillverkare mellan 1760 och 1782, då företaget övertogs av Rörstrands porslinsfabrik. Av den ursprungliga fabriksbebyggelsen finns i dag inget kvar. På platsen uppfördes 1972 byggnaden för Rysslands ambassad i Stockholm.

## Historik

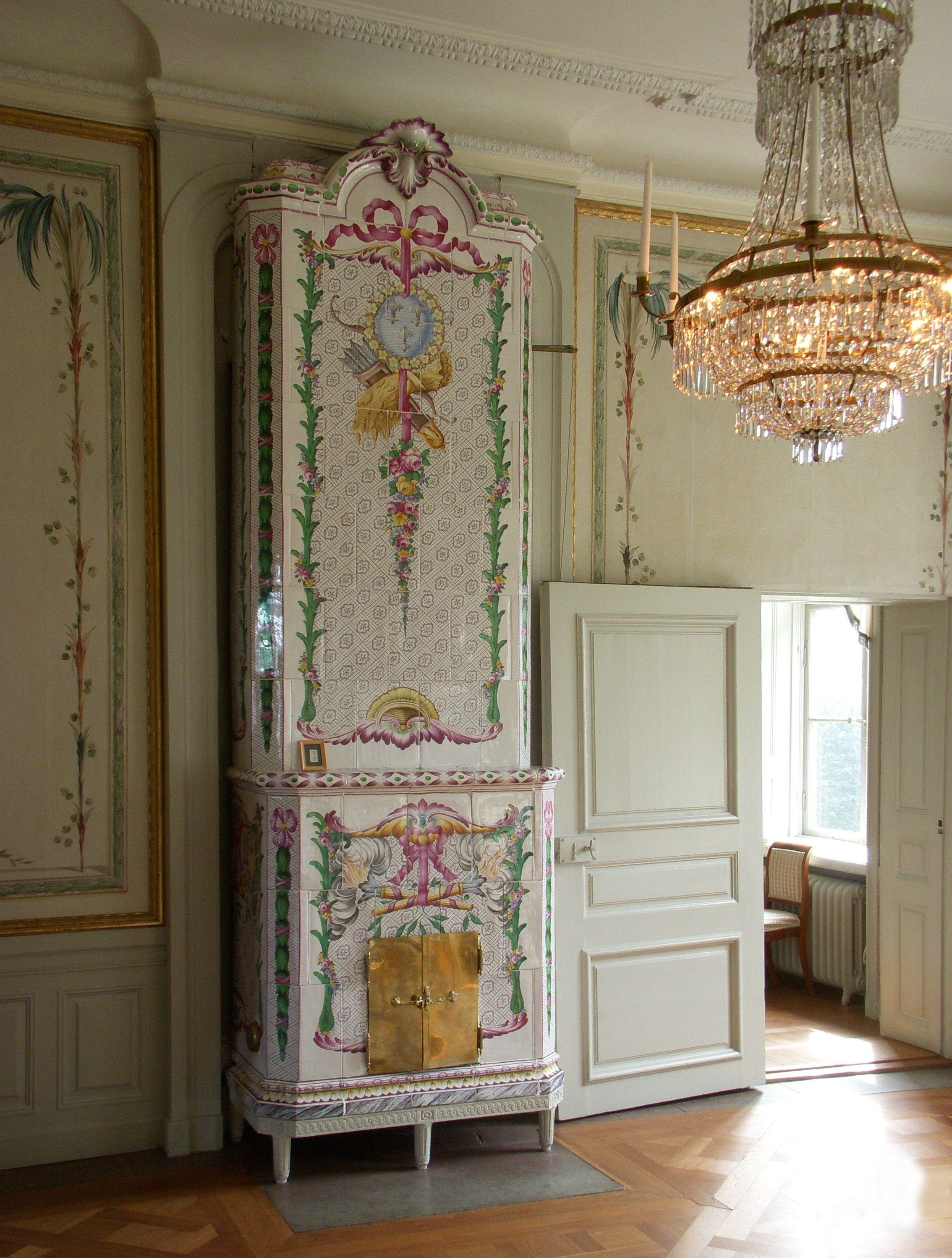
"Liljencrantz kakelugn", Sturehov.

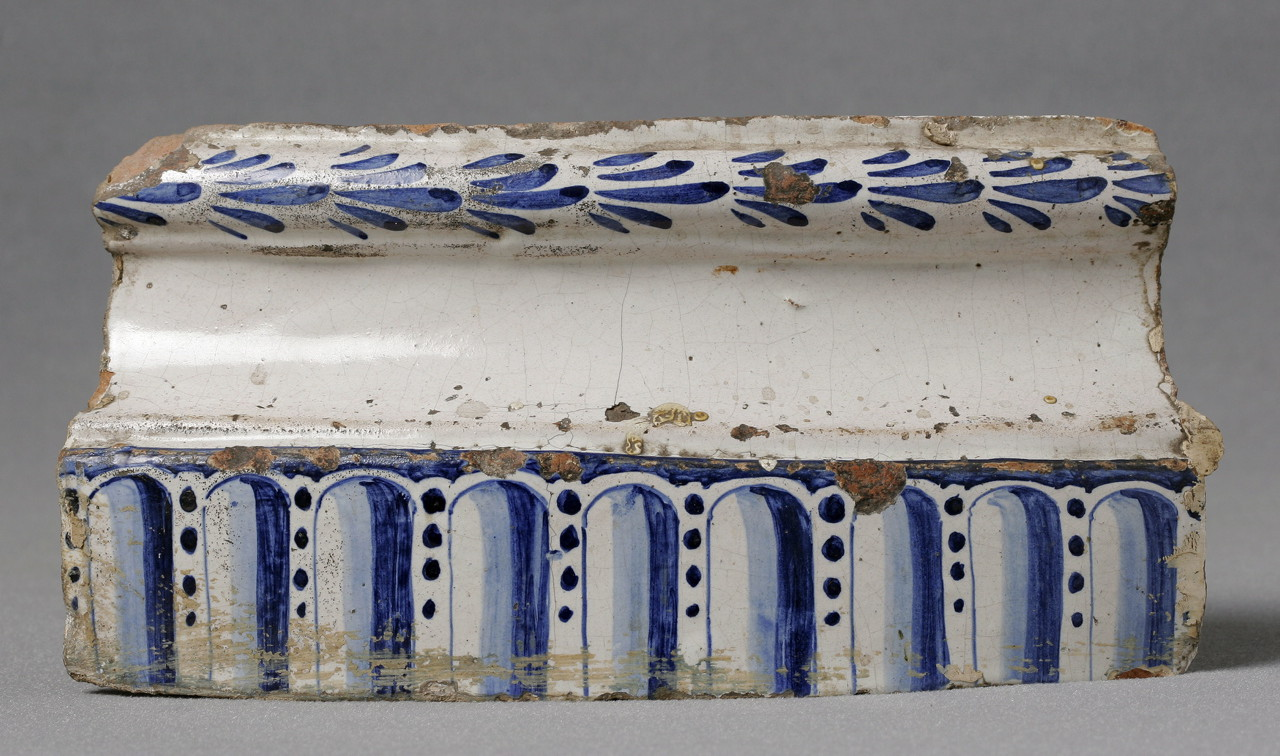
Kakel från rund kakelugn med blå nejlikordekor (Stadsmuseet i Stockholm).

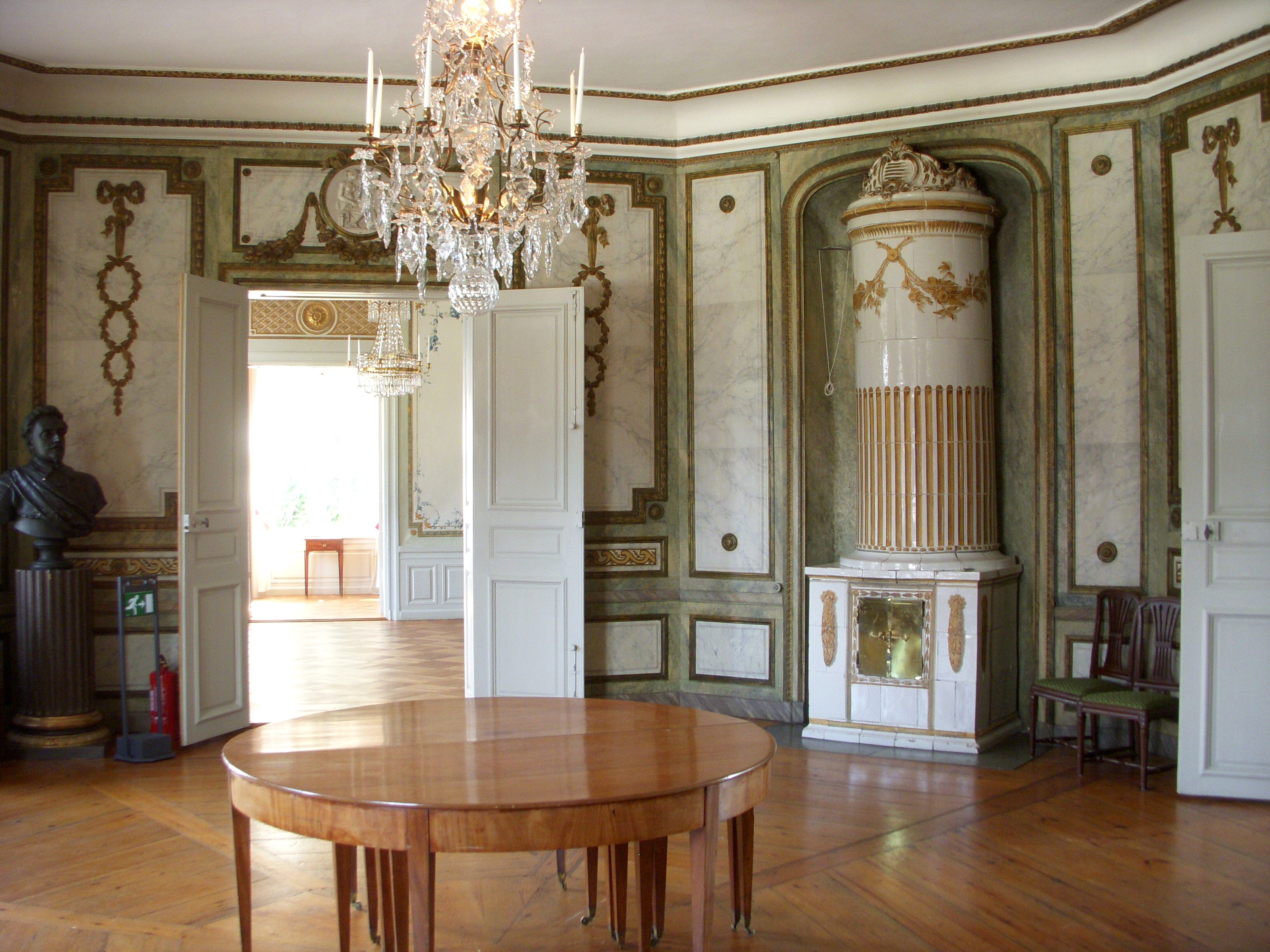
En av Mariebergs kolonnkakelugnar i centralsalen på Sturehov.

Mariebergs porslinsfabrik anlades av hovtandläkaren Johan Ehrenreich. Han förvärvade malmgården Marieberg (troligen dagens Triewalds malmgård) som på 1640-talet uppfördes vid Mälarens strand för riksrådet Bengt Skytte. Den 18 juli 1758 ansökte Ehrenreich om privilegier på en porslinsfabrik för tillverkning av äkta porslin. 
Kungliga rådet som var positivt hänvisade till Kommerskollegium, som efter överläggningar rådde Ehrenreich att skaffa sig fler medfiansiärer. 28 maj 1759 fick Ehrenreich privilegier på sin fabrik. Han hade dock inte inväntat sina privilegier, utan efter att inköpt egendomen Marieberg på Kungsholmen av greve Carl Fredrik Scheffer börjat uppföra en fabrik. Hösten 1758 och vintern 1759 uppfördes de första byggnaderna och 14 maj 1759 skedde den första bränningen. Medfinansiärer var förutom Scheffer, Anders von Plomgren, bröderna Peter Jonas Bergius och Bengt Bergius, Johan Abraham Grill och Claes Grill.
Redan natten till 1 juni 1759 inträffade dock en stor förödande brand på fabriksområdet, och alla fabriksbyggnader förstördes. Ehrenreich gav dock inte upp utan började snart uppföra nya fabriksbyggnader, denna gång endast för framställning av fajans och i april 1760 skedde första bränningen. Man hade dock svårt att få tillräcklig lönsamhet, och efter missnöje bland delägarna ersattes Ehrenreich 1766 av fransmannen Pierre Berthevin. Man ombildade även bolaget för att få in nytt kapital. 
Bland de nya delägarna märktes den franske ambassadören i Stockholm Louis August Le Tonnelier de Bréteuil, samt kommerserådet Johan Liljencrantz, som kom att bli den mest drivande delägaren i företaget. Han valde även att flytta ut till Marieberg för att lättare kunna övervaka fabrikens skötsel. Under Berthevins tid vid fabriken började man även tillverka frittporslin.
Berthevin slutade snart vid fabriken. I januari 1769 företog han en resa till Köpenhamn med förevändning att värva nya arbetare, men tog tillfället att rymma från tjänsten. Istället anställdes Henrik Sten, som tidigare arbetat vid Rörstrand. Man började under Stens tid vid fabriken även att tillverka flintgods. 1779 och 1780 hölls krisbetonade överläggningar om fabrikens situation. Fabrikens skulder översteg dess tillgångar. Några av fabrikens delägare beslutade sig för att skjuta till pengar för att täcka bristen. 1782 såldes dock fabriken till Rörstrands dåvarande ägare ryttmästaren Magnus Nordenstolpe. Henrik Sten slutade och ersattes av Philip Adolph Schirmer. Tillverkningen fortsatte i blygsam skala fram till 1788, då fabriken slutligen lades ned.
Fajansen signerades i allmänhet i blått med tre kronor, (de tre kronorna togs efter 1882 upp i Rörstrands märkning) MB, dato samt initialerna på ledaren E eller B. I flintporslinet trycktes signatur jämte ledaren Stens namn in i massan.

## Området idag
Området där porslinsfabriken låg en gång i tiden bebyggdes på 1960-talet och 2000-talet med bostäder och Rysslands ambassad i Stockholm som stod färdig 1972. Kvartersnamnet Fajansfabriken påminner i dag om den tidigare verksamheten.